# Фарнезе, Рануччо Старший
Рану́ччо Фарне́зе (итал. Ranuccio Farnese), или Рануччо Фарнезе, старший (итал. Ranuccio Farnese il Vecchio; 1390, Искья-Кастро, Папская область — 2 июля 1450, там же) — итальянский аристократ из рода Фарнезе, кондотьер, сеньор Монтальто, Латера, Фарнезе, Искьи, Валентано, Челлере и Пьянзано, римский сенатор и капитан армии Папского государства.

## Биография
Рануччо родился в Искье-ди-Кастро в 1390 году. Отец его, Пьетро Фарнезе был кондотьером. Сын последовал его примеру и выбрал карьеру военного. Рануччо поступил на службу Святому Престолу, надеясь со временем занять место среди семей папской аристократии.
Не отказываясь от гражданства коммуны Орвьето, молодой кондотьер предложил свои услуги Сиенской республике в борьбе с графом Питильяно. В 1408 году его отец стал капитан-генералом армии Сиены и присвоил ему звание лейтенанта. В 1416 году Рануччо занял его место и успешно противостоял нападениям со стороны сеньоров Орсини.
В 1419 году папа Мартин V за заслуги перед Святым Престолом возвел его в сенаторы Рима, даровав семье Фарнезе преимущества папской аристократии. Около 1419 года Рануччо женился на Аньезе Мональдески, дочери Анджело Мональдески, орвьетанского патриция. В 1422 году он получил в собственность половину поместья Тессеннано и земли Пьянзано с единственным условием, ежегодно отправлять кардиналу-камерленго десять литров белого воска. В его услугах нуждался и папа Евгений IV, преемник папы Мартина V.
Под командованием Рануччо находился отряд из шестисoт всадников и ста пехотинцев. Вскоре Апостольская камера, задержав оплату, стала должна ему денег. Воспользовавшись ситуацией, он, в качестве залога, забрал во владение замки и близлежащие к ним территории, налоги с которых обеспечивали оплату ему и его подчинённым.
В 1431 году Рануччо стал постоянным викарием и владельцем Валентано и Латеры, и на пять лет получил во владение Марту, при условии, что если после истечения этого срока Апостольская камера не погасит задолженность, имение перейдёт в его полную собственность. Таким же образом в 1434 году он получил во владение коммуну Монтальто. В том же году папа наградил его Золотой розой. В 1435 году Рануччо стал постоянным викарием, с правом наследования до третьего поколения, половины земель Канино, Градоли и Бадия-дель-Понте. Наконец, в 1436 году, он получил замок Кассано в епархии Тусканеллы и купил замок Каподимонте. В 1437 году кондотьер осадил Фолиньо вместе с кардиналами Николаем Кузанским и Джованни Марией Вителлески.
Во время понтификата папы Николая V Папское государство не вело войн и отказалось от услуг всех своих кондотьеров, включая Рануччо. Апостольская камера перечислила ему 9000 форинтов долга, возврат которого до этого времени ему обеспечивало владение коммуной Монталто.
Рануччо Фарнезе умер 2 июля 1450 года и был похоронен в усыпальнице на острове Бизентина, которую построил за год до своей смерти.

### Брак и потомство
У Рануччо Фарнезе и Аньезы Мональдески родились двенадцать детей:
- Габриэле Франческо, кондотьер;
- Анджело, капитан армии Папского государства;
- Пьер Луиджи (1435 — 1487);
- Пьетро, капитан армии Орвьето;
- Катерина, умерла в младенческом возрасте;
- Виоланта, умерла в младенческом возрасте;
- Аньеза, в 1443 году сочеталась браком с Паоло Савелли, сеньором Риньяно;
- Лукреция (1430 — 1487), в 1445 году сочеталась браком с Франческо дель Ангвиллара, графом Ангвиллара, сеньора Ветралла, Джове и Вьяно;
- Эуджения, в 1455 году сочеталась браком со Стефанелло Колонна, сеньором Палестрины, Кастельнуово, Сан-Чезарео и Дженаццано;
- Пентазилея, сочеталась браком с Костантино Руджеро Контраньери, перуджинским патрицием;
- Франческа, сочеталась браком с Джентиле Мональдески, графом Кастильоне, орвиетанским патрицием;
- Джулия (ум. 1511), терциарная монахиня-францисканка.